# Lobera (parroquia)
Lobera (llamada oficialmente San Vicente de Lobeira) es una parroquia del municipio español de Lobera, en la provincia de Orense, Galicia.

## Organización territorial
La parroquia está formada por cinco entidades de población:
- As Quintas
- A Vila
- Facós
- Meás[6][7]
- Santa Baia

## Demografía
| Gráfica de evolución demográfica de Lobera entre 2000 y 2022 |
|                                                              |
| Datos según el nomenclátor publicado por el INE.             |